# Вероника крупноцветковая
Вероника крупноцветковая (лат. Veronica grandiflora) — многолетнее травянистое растение, вид рода Вероника (Veronica) семейства Подорожниковые (Plantaginaceae).

## Распространение и экология
Территория бывшего СССР: Курильские острова (острова Парамушир, Шиашкотан, Шумшу, Атласова), Командорские острова; Северная Америка: Алеутские острова.
Произрастает на лугах, среди камней и на задернованных склонах в альпийском поясе.

## Ботаническое описание
Корневище тонкое, ползучее, ветвистое, с белыми подземными побегами. Стебли высотой 5—15 см, прямые, простые, густо облиственные, опушённые мягкими и частично железистыми волосками.
Листья супротивные, тонкие, овальные, длиной 2—4,5 см, шириной 1,5—3 см, неясно городчато-пильчатые или почти цельнокрайные, в основании клиновидные, с коротким черешком, снизу и по краю волосистые от длинных членистых волосков или же листья лишь скудно ресничатые.
Соцветие четырёх-восьми-цветковое. Цветоносы в числе 1—3, пазушные, волосистые, превышающие бесплодные верхушечные побеги. Цветки на цветоножках вдвое длиннее чашечки и прицветников, доли чашечки туповатые, яйцевидно-ланцетные, с шириной, равной половине длины, волосистые, венчик длиной 8—9 мм, ярко-синий, две боковые доли широкояйцевидные, верхняя округло-почковидная, нижняя продолговатая, значительно уже остальных. Тычинки в верхней части с железками, несколько превышают венчик, нити тычинок расширенные внизу, чёрно-фиолетовые; пыльники сердцевидные.
Коробочки длиной 9—11 мм, шириной 7—8 мм, яйцевидные. Семена с небольшой выемкой, плоские.

## Таксономия
Вид Вероника крупноцветковая входит в род Вероника (Veronica) семейства Подорожниковые (Plantaginaceae) порядка Ясноткоцветные (Lamiales).
|  |                                      |  |                                                             |                                                             |                          |  | ещё 21 семейство (согласно Системе APG II) | ещё 21 семейство (согласно Системе APG II) |                              |  |  |  | ещё от 300 до 500 видов |
|  |                                      |  |                                                             |                                                             |                          |  | ещё 21 семейство (согласно Системе APG II) | ещё 21 семейство (согласно Системе APG II) |                              |  |  |  | ещё от 300 до 500 видов |
|  |                                      |  |                                                             | порядок Ясноткоцветные                                      |                          |  |                                            |                                            | род Вероника                 |  |  |  |                         |
|  |                                      |  |                                                             | порядок Ясноткоцветные                                      |                          |  |                                            |                                            | род Вероника                 |  |  |  |                         |
|  | отдел Цветковые, или Покрытосеменные |  |                                                             |                                                             | семейство Подорожниковые |  |                                            |                                            | вид Вероника крупноцветковая |  |  |  |                         |
|  | отдел Цветковые, или Покрытосеменные |  |                                                             |                                                             | семейство Подорожниковые |  |                                            |                                            |                              |  |  |  |                         |
|  |                                      |  | ещё 44 порядка цветковых растений (согласно Системе APG II) | ещё 44 порядка цветковых растений (согласно Системе APG II) |                          |  |                                            | ещё 90 родов                               | ещё 90 родов                 |  |  |  |                         |
|  |                                      |  |                                                             | ещё 44 порядка цветковых растений (согласно Системе APG II) |                          |  |                                            |                                            | ещё 90 родов                 |  |  |  |                         |